# نمر بن عدوان (مسلسل)
نمر بن عدوان - شاعر الحب والوفاء هو مسلسل بدوي درامي تشويقي رومنسي سيرة ذاتية شعري من إنتاج المركز العربي للإنتاج الإعلامي -الأردن، المنتج عدنان العوامله، المنتج التنفيذي طلال العوامله، كتابة مصطفى صالح، إخراج بسام المصري، بطولة ياسر المصري.
تعتبر حياته مثالاً على سيرة الفرسان النبلاء الذين خلّدوا حياتهم بالمواقف العظيمة والسامية، وتضاهي قصص الشعراء العشاق والفرسان الكبار في التاريخ الإنساني. ترعرع نمر بن عدوان في كنف عمه بركات، ولما بلغ الفتوة سافر إلى القدس ليتعلم فيها ثم إلى الأزهر الشريف قبل أن يعود ليعيش بين أهله من قبيلة العدوان التي تزعمها بعد أن انتصر على قبائل البلقاء ليعيش بعد ذلك قصة حب مع وضحا خلدها التاريخ الحديث.

## الملخص
أحب نمر بن عدوان فتاة من بني صخر اسمها وضحا، فتزوجها وعاش معها في هناءٍ لم ينغصه شيء، فكانت قصة حياتهما في ذلك الوقت مضرباً للمثل ونموذجاً خارجاً عن مألوفِ الحياة بين الرجل والمرأة في البادية العربية كلها. ولكن وضحا تصاب أثناء غيابه في نابلس بمرض الكوليرا وتموت قبيل عودته بأيام، ويصدم لموتها الذي لم يكن يتوقعه. يمرض نمر، ويعيش لحظات صعبة بكل ما تحمله شخصية البطل التراجيدي من معاناة جعلته ينطق بأجمل قصائد الشعر التي ما زالت في ذاكرة الناس إلى اليوم، وخلدت سيرته كفارس وشاعر، وعاشق، ومضرب مثل في الوفاء لمحبوبته التي لم يغنه عنها ما تزوجه بعدها من نساء.

## بطولة
- ياسر المصري بدور نمر بن عدوان
- صبا مبارك بدور وضحا
- عبير عيسى بدور صيتة
- محمد العبادي بدور مطلق السلمان
- جولييت عواد بدور الجدة
- هشام هنيدي بدور فلاح السبيلة
- جميل عواد بدور العجوز
- ريم بوشناق